# 農業基本法
農業基本法（のうぎょうきほんほう、昭和36年6月12日法律第127号）は、農業に関する政策の目標を示すために制定された日本の法律である。
1999年、食料・農業・農村基本法の施行によって廃止された。「農業界の憲法」という別名を持った。

## 概要
農業生産性の引き上げと農家所得の増大を謳った法であり、高度経済成長とともに広がった農工間の所得格差の是正が最大の目的であった。この法律によって農業の構造改善政策や大型農機具の投入による日本農業の近代化を進めた。結果として生産性を飛躍的に伸ばすことと農家の所得を伸ばすことには成功したが、大部分の農家が兼業化したことや、農業の近代化政策による労働力の大幅削減で農村の労働力が東京、大阪などの都市部へ流失し、農業の担い手不足問題の引き金となったり、食料自給率低下の要因を作ってしまった。
1960年5月10日、農林漁業基本問題調査会が、自立農家の育成、低生産性農家の離農の促進など農業の基本問題と基本対策を答申。8月18日、農林省が、調査会の答申にもとづき農業基本法の制定など新農林漁業政策を発表。10月5日、農林省が農業基本法試案を発表。12月20日、農林省案を発表。1961年2月4日、自民党が農林省案を修正。2月17日、閣議で法案を決定。2月18日、第38国会に提出。2月23日、社会党が独自の農業基本法案を提出。4月29日、自民・民社両党が、衆議院で法案を強行可決。6月6日、参議院を通過。6月12日、公布。

## 構成
- 前文
- 第1章 総則（第1条 - 第7条）
- 第2章 農業生産（第8条 - 第10条）
- 第3章 農産物等の価格及び流通（第11条 - 第14条）
- 第4章 農業構造の改善等（第15条 - 第22条）
- 第5章 農業行政機関及び農業団体（第23条 - 第24条）
- 第6章 農政審議会（第25条 - 第29条）
- 附則